# Litauische Staatsbürgerschaft

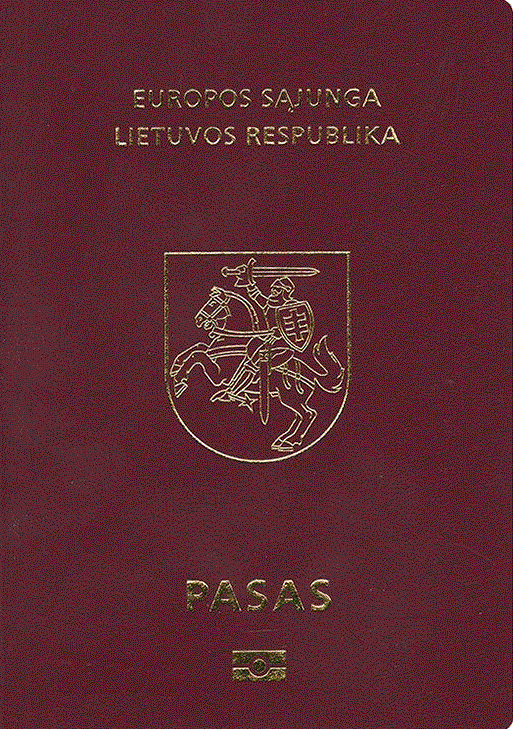
Litauischer Reisepass

Die litauische Staatsbürgerschaft (pilietybė) bestimmt die Zugehörigkeit einer Person zum Staatsverband Litauens, das als unabhängiges Staatswesen 1919–40 und seit 1991 existiert. Vor der Etablierung der Sowjetmacht waren die Bewohner Untertanen des Zaren.
Litauer sind seit 2004 auch EU-Bürger.

## 1919 bis 1940

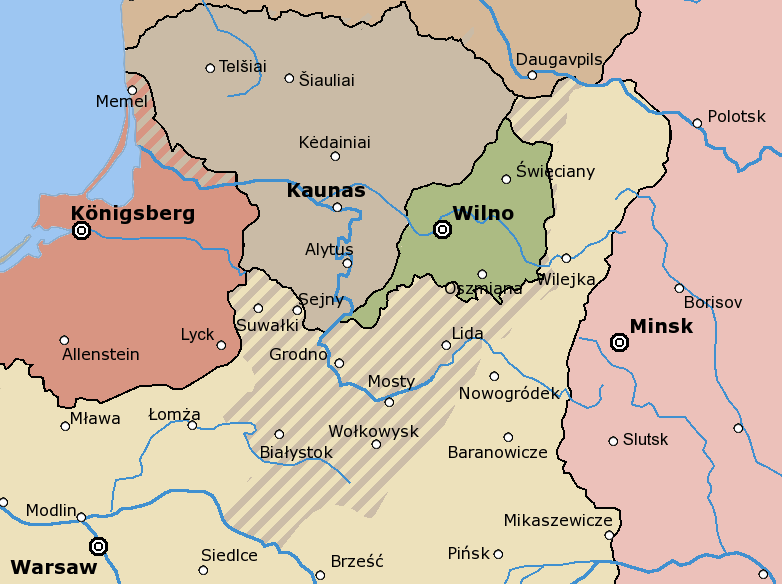
Das im polnisch-litauischen Krieg von Polen annektierte Vilniuser Land (grün) im Jahr 1921, weiteres zwischen Litauen und Polen umstrittenes Gebiet (schraffiert). Das Memelland an der Küste.

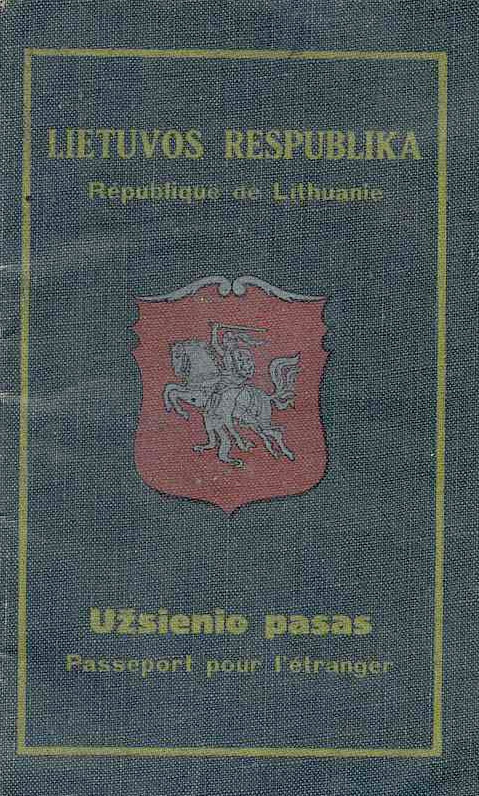
Litauischer Reisepass von 1940.

### Vorläufiges Staatsbürgerschaftsgesetz 1919
Das Kabinett erließ am 9. Januar 1919 ein vorläufiges Staatsbürgerschaftsgesetz.
Litauer wurden per Gesetz alle Einwohner mit litauischen Eltern, Rückkehrer, Personen die vor 1914 über zehn Jahre im Lande gelebt hatten und Grundeigentum besaßen oder eine Festanstellung (nicht als russischer Beamter) hatten. Dies galt auch für Kinder, Frauen und Witwen dieses Personenkreises.
Einbürgerungen waren, Solvenz und Unbescholtenheit vorausgesetzt, auf Antrag nach fünf Jahren Wohnsitz möglich. Zuständig war das Innenministerium in Absprache mit dem Justizministerium.
Der am 12. Juli 1920 in Moskau unterzeichnete litauisch-russische Friedensvertrag regelte nicht nur den Grenzverlauf, sondern auch die Optionsmöglichkeiten. Russische Einwohner Litauens, die vor Ratifikation dauerhaft im Land gelebt hatten oder vor 1914 in den Einwohnerverzeichnissen eingetragen waren, wurden eo ipso litauische Bürger, sofern sie nicht Beamte oder Berufssoldaten im russischen Dienst gewesen waren. Optionsregeln wurden an das Staatsbürgerschaftsgesetz 1919 als § 6 angefügt.
1921 schloss man mit der Sowjet-Ukraine und Lettland (zugleich über die Grenzziehung) Abkommen hinsichtlich Staatsangehörigkeitsfragen, primär regelte man Optionsmöglichkeiten, um Doppelstaatlichkeit zu verhindern.

### Litauische Verfassung 1922
In § 8 der Verfassung wurde festgelegt, dass Staatsangehörigkeitsfragen durch Gesetz zu regeln sind. Doppelstaatlichkeit wurde ausdrücklich verboten. Außerdem wurde die Aufenthaltserfordernis für Einbürgerungen auf zehn Jahre erhöht. Der Justizminister interpretierte die Regel so, dass die 10-Jahresfrist erst mit dem 16. Februar 1918 beginnen könne, so dass bis 1928 keine Einbürgerungen stattfanden.

### Provisorische Litauische Verfassung 1928
Gestattete Doppelstaatlichkeit für Litauer, die in amerikanischen ius soli-Ländern lebten. Die Verwaltungspraxis sorgte aber dafür, dass niemand zwei Reisepässe bekam. In Folge hiervon schloss man mit den USA ein Abkommen betreffend der Wehrpflicht der Doppelstaatler.

### Verfassung 1938 und Staatsbürgerschaftsgesetz 1939
Schon seit 1936 verlangte man für Einbürgerungen eine extrem hohe Gebühr von 5000 Litas. 1937 führte man die Regel ein, dass die Staatsbürgerschaft durch den Innenminister aberkannt werden konnte, wenn jemand zwei Jahre ohne gültigen Pass im Ausland lebte.
Die nationalistisch-litauische neue Verfassung 1938 ging in den Art. 11–14 vergleichsweise ausführlich auf Staatsbürgerschaftsfragen ein. Man bestimmte mögliche Erwerbsarten, verbot Doppelstaatlichkeit mit gesetzlich zu bestimmenden Ausnahmen und Verleihungen wegen Verdiensten um das Land ebenso wie Aberkennung wegen staatsfeindlichen Akten.
Das neue Staatsbürgerschaftsgesetz vom 8. August 1939 erschwerte die Einbürgerung aufgrund ethnischer Zugehörigkeit (tautybė). Man diskriminierte Deutsche und Polen. Für rückkehrende ethnische Litauer genügte die Wohnungsnahme im Inland ohne Wartefrist. Die in der Verfassung angegebenen Aberkennungsgründe wurden genauer bestimmt. Sie standen vor allem im Zusammenhang mit ausländischem Staatsdienst und militärischen Dienstpflichten.

### Memelland

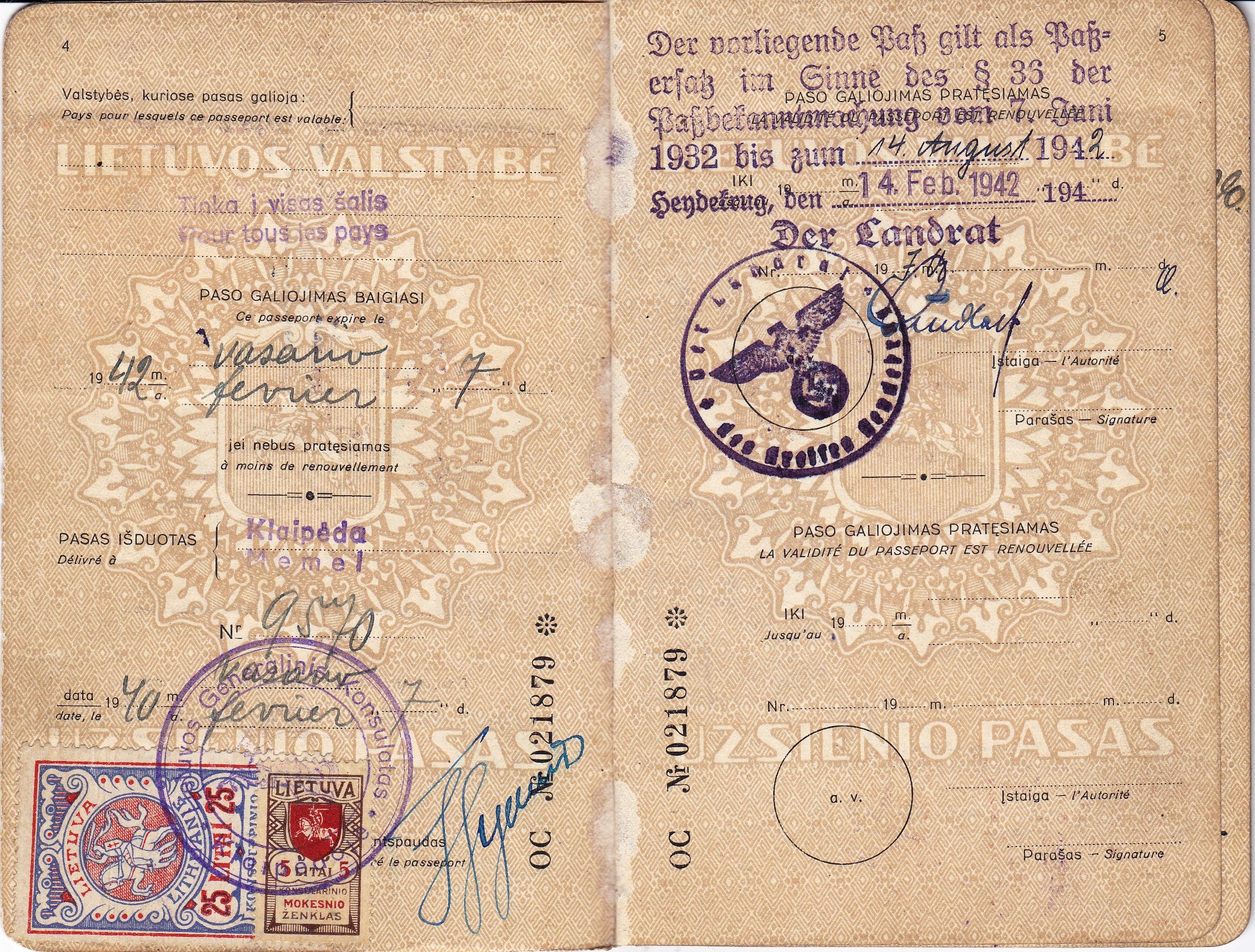
1940 vom litauischen Konsulat in Memel ausgestellter Reisepass, deutscherseits verlängert um sechs Monate 1942.

Nach der völkerrechtlich ohne Abstimmung erfolgten Besetzung des Memellands durch Litauen 1923 wurde Bewohnern, die nicht Litauer werden wollten, eine 18-monatige Optionsfrist für die deutsche Staatsangehörigkeit eingeräumt. Sie hätten dann innerhalb zwei Jahren ausreisen müssen, wobei ihnen die ungehinderte, zollfreie Vermögensmitnahme gestattet war. Die Reichsregierung erhielt 1928 die Zusage Litauens auf die Ausweisung verbliebener deutscher Optanten zu verzichten. Die 10-Jahresfrist für Einbürgerungen zählte im Memelland ab dem Tag der Wohnsitznahme.
Mitte der 1930er waren ziemlich genau die Hälfte der 145.000 Einwohner Deutschstämmige. Das Staatsbürgerschaftsabkommen vom 7. Juli 1939 bestimmte, dass Litauer, die vor Inkrafttreten am 9. November 1939 aus dem Memelland nach Litauen zogen, die dortige Staatsbürgerschaft behielten. Die deutschen Optanten von 1924 und ihre Nachfahren in Memel wurden rückwirkend zum 22. März 1939 wieder Deutsche, litauisch-stämmige Bewohner jedoch nur dann, wenn sie ihren Wohnsitz in dem Gebiet hatten. Letzteren blieb wiederum eine Option, sich bis 31. März 1940 für die litauische Staatsbürgerschaft zu entscheiden. Doppelstaatlichkeit war von beiden Seiten nicht vorgesehen.

## 1940 bis 1991

Gebietsabtretungen 1938–40, die sich auf die Staatsangehörigkeiten der Bewohner auswirkten: Memelland. Gebiet östlich des Šešupė, 1939–40 deutsch, 1941 sowjetisch. Suwałki-Dreieck im Sept. 1939 deutsch; Süd-Suwałki-Gebiet im Sept. 1939 sowjetisch. Ost-Wilnius-Gebiet 12. Jul. 1920 litauisch; West-Wilnius-Gebiet nach dem Freundschaftsvertrag vom 10. Okt. 1939 an Litauen, dazu zur litauischen SSR am 6. Nov. 1940.

Das sowjetische Staatsbürgerschaftsrecht wurde 1940 bzw. 1945 auf alle zugewonnenen Gebiete ausgedehnt. Nach der Verordnung des obersten litauischen Sowjets vom 30. November 1940 wurde jeder, der zum 1. September 1939 in Litauen gewohnt hatte, Bürger, unabhängig davon, ob er zuvor die litauische Staatsangehörigkeit gehabt hatte. Hier war nur die Unionsbürgerschaft von Bedeutung, auch wenn in den Inlandspässen eine „Nationalität“ einzelner Teilrepubliken eingetragen war.
Es gab Sonderbestimmungen hinsichtlich des Wilna-Gebiets, Auslandsbalten oder die ggf. mögliche Eintragung in die Deutsche Volksliste (1941–44 im Bezirk Bialystok) und der Ausreise von Polen.

### Staatsbürgerschaftsgesetz 1989
Noch zu Zeiten der Sowjetunion erließ die LiSSR am 3. November 1989 eine eigene Staatsbürgerschaftsregelung. Die Zuständigkeit lag beim Präsidium des obersten Sowjets Litauens. Sie verlieh nach dem ius soli-Prinzip jedem innerhalb geborenen Kind mit litauischen Eltern oder Großeltern die Staatsbürgerschaft. Andere Dauereinwohner (also mit russisch пропи́ска propíska) konnten sie durch Ablegen des Eides ohne weitere Sprachkundeprüfung o. ä. erhalten. Ein Abkommen mit Russland sicherte auch Personen, die 1989–91 dorthin verzogen waren, weiter diese Option. Doppelstaatlichkeit war generell verboten.

## Seit 1991

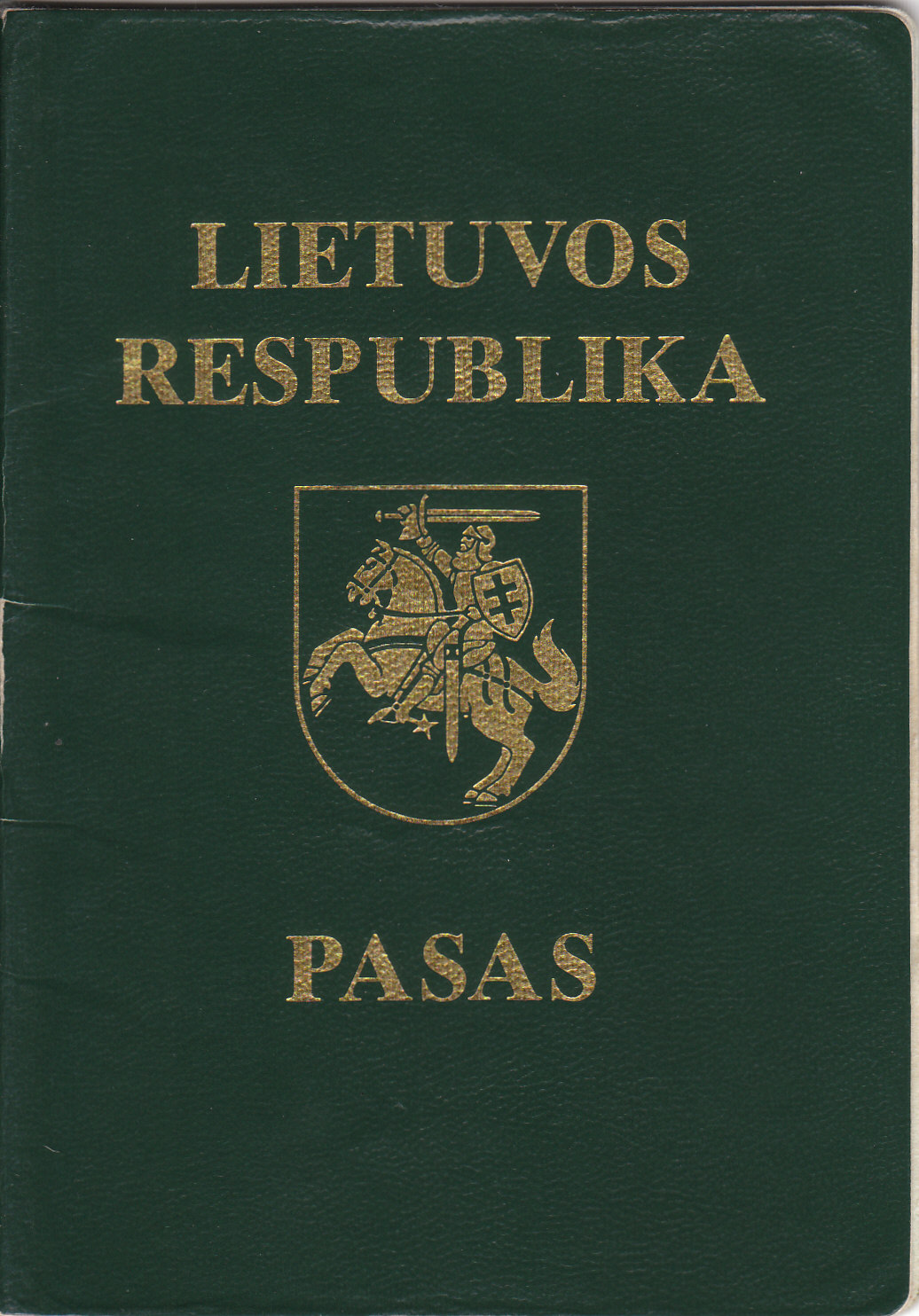
Der Besitz eines litauischen Reisepasses war nach dem Gesetzen 1991 und 2002 zugleich Staatsangehörigkeitsnachweis.

Staatsrechtstheoretiker der baltischen Länder gehen davon aus, dass diese Republiken durch ihren freiwilligen Beitritt zur Sowjetunion 1940 nicht als Völkerrechtssubjekte erloschen, so dass sie seit 1991 als Rechtsnachfolger der 1919 unabhängig gewordenen Länder zu sehen wären. Daraus ergäbe sich die durchgehende Existenz einer Staatsbürgerschaft. Die moderne litauische Verfassung bestimmt, dass die Staatsbürgerschaft durch Geburt und in den per Gesetz vorgesehenen Fällen erworben wird.

### Staatsbürgerschaftsgesetz 1991
Im Gegensatz zu den anderen baltischen Staaten, blieb Litauen mehr agrarisch geprägt, die Zuwanderung geringer, so dass um 2000 der Minderheitenanteil bei neun Prozent Russen und sieben Prozent Polen lag. Die in Lettland und Estland praktizierte Schaffung staatenloser „Nichtbürger“ fand nicht statt. Jeder ansässige Sowjetbürger wurde schon ipso iure Litauer. Die Einwohnerzahl des Landes hat 1991–2018 um 24 % abgenommen.
Zuständige Verwaltungsorgane sind die Staatsbürgerschaftskommission (Verfahrensfragen und Vorprüfungen für den Präsidenten in dessen Namen die Einbürgerung erfolgt) sowie das Innenministerium mit nachgeordneten Dienststellen als Entscheidungsorgan. Zuständiges Verwaltungsgericht ist der Gerichtshof von Vilnius. Staatsangehörigkeitssachen wurden im Staatsanzeiger Valstybės žinios gedruckt veröffentlicht.
Das Staatsbürgerschaftsgesetz vom 4. November trat zum 5. Dezember 1991 in Kraft.  Als Litauer per Gesetz definierte man im Staatsbürgerschaftsgesetz diejenigen, die nach den Wohnsitz-Regeln von 1991 Staatsangehörige waren, sowie Personen (und ihre Nachfahren), die vor dem 16. Februar 1918 das Land verlassen hatten und keine andere Staatsbürgerschaft erwarben sowie alle (und ihre Nachfahren), die in der Zwischenkriegszeit vom 9. Januar 1919 bis 15. Juni 1940 ihren Dauerwohnsitz in den jeweiligen litauischen Grenzen gehabt hatten.
Verlustgründe waren mehr als dreijähriger Auslandsaufenthalt ohne gültigen litauischen Pass (abgeschafft im Oktober 1993) oder fremder Militärdienst. Dazu kam die freiwillige Annahme einer fremden Staatsbürgerschaft. Aberkennung per Gerichtsurteil war möglich, wenn ein Eingebürgerter nachweislich zwischen 1940 und 1991 bei Deportationen litauischer Bürger mitgewirkt hatte.
Bei Mischehen und Geburt im Ausland hatten die Eltern eine Staatsangehörigkeit des Kindes zu wählen. Jugendliche von 14-18 Jahren hatten für sich ein Mitspracherecht.
Für Einbürgerungsantragsteller unter 65 wurden ein Sprach- und Staatsbürgerkundetest eingeführt. Ehepartner konnten nach drei Jahren Ehe eingebürgert werden (in der Verfassung ist die Ehe als Verbindung von Mann und Frau definiert). Die sonstigen Regeln zum Erwerb bei Geburt und Einbürgerungen wurden fast unverändert in das Folgegesetz 2010 übernommen. Strenger gefasst waren 1991 noch die Unbescholtenheitsvorschrift (keinerlei Vorstrafen). Von der Einbürgerung ausgeschlossen waren außerdem Alkoholiker, Drogensüchtige, Geisteskranke oder Personen mit schweren Infektionskrankheiten.
Mehrstaatlichkeit für Personen, die das Land nach dem 11. März 1990 verlassen haben, war und ist nur in sehr wenigen Ausnahmefällen erlaubt; speziell dann nicht, wenn man in die UdSSR ging. Auslandslitauern und deren Nachfahren kann eine entsprechende Urkunde ausgestellt werden, die, ohne Einbürgerung, zum Daueraufenthalt in Litauen berechtigt, aber auch z. B. die gebührenfreie Ausstellung eines Schengen-Visums (Klasse C) für Drittstaatler ermöglicht.
Statistik
Die Einbürgerungszahlen fielen, nach den Spitzenjahren zu Beginn, schnell: 1993: 227, 1994: 2561, 1995: 1263, 1996: 760, … 2000: 490. Einbürgerungen von Personen, die nicht aus ehemaligen Sowjetrepubliken stammen waren und sind rar. Die Anzahl der durch den Präsidenten direkt verliehenen Einbürgerungen „aus Gründen des Verdienstes“ war vergleichsweise hoch: 1993: 47, 1994: 127, 1995: 157, 1996: 65, … 1999 und 2000: je 71, … 2003: 27. Ein Verfassungsgerichtsurteil schränkte Praxis ab 2004 stark ein. Es gibt sie nur noch in Einzelfällen.
Von der Widerrufsmöglichkeit Gebrauch machten: 1993: 4041, 1994: 773, 1995-8: je um 500 Personen.

### Staatsbürgerschaftsgesetz 2002
Hauptgrund für die Verabschiedung war der Wille des Parlaments, die Ungleichheiten bei der Behandlung von Doppelstaatlern, die sich aus dem Gesetz i. d. F. 1995 ergeben hatten, auszugleichen.
Ansonsten änderte sich an vorheriger Praxis vor allem, dass Auslandslitauer auch in der dritten Generation Staatsbürgerschaft weitervererben konnten.
Das Verfassungsgericht verwarf am 13. November 2006 durch Urteil die Bestimmungen über die Mehrstaatlichkeit als „unklar.“ Anlass war die große Zahl wahlberechtigter Litauer in der Diaspora, vor allem in Amerika. Ein bis 2010 befristetes Sondergesetz liberalisierte diesen Bereich.

### Staatsbürgerschaftsgesetz 2010
Das detaillierte Staatsbürgerschaftsgesetz 2010 regelt sowohl juristische als auch verfahrensrechtliche Fragen. Es sieht vor, dass Heirat und Scheidung keine Auswirkungen in Staatsangehörigkeitssachen haben, jedoch kann bei Einheirat die Einbürgerung schon nach sieben Jahren Ehe bzw. fünf Jahren Aufenthalt und einem Jahr Ehe erfolgen. Ein Entzug/Ausbürgerung (als Strafe) ist nicht mehr möglich.
Einbürgerungen oder Entlassungen beider Elternteile erstrecken sich auf minderjährige Kinder, die jedoch im Alter von 14–18 ein Mitspracherecht haben.
Erwerb durch Geburt
- Kinder litauischer Eltern, unabhängig vom Geburtsort. Dies gilt auch, wenn nur ein Elternteil Litauer war und ggf. vor der Geburt verstorben ist.
- Kinder Staatenloser mit Daueraufenthaltsrecht, die in Litauen geboren werden, sofern sie nicht über einen Elternteil eine andere Staatsangehörigkeit erhalten.
- Findelkinder.
- Kinder litauischer Eltern, die während dessen Minderjährigkeit eine fremde Staatsangehörigkeit annehmen, verlieren allein dadurch die litauische nicht.

Einbürgerung
Die Einbürgerung erfolgt durch Dekret des Präsidenten, der Neubürger hat dann innerhalb sechs Monaten vor einem Beamten des Innenministeriums (oder Konsulat) einen Treueeid zu leisten. Spätestens zu diesem Zeitpunkt ist der Nachweis der Aufgabe/Entlassung aus anderen Staatsbürgerschaftsfragen zu führen, sofern kein Ausnahmegrund vorliegt. Nicht anfechtbare Entscheidungen in Staatsangehörigkeitssachen werden im Teisės Aktų Registras heute elektronisch veröffentlicht.
- Erforderlich bei Antragstellung sind hinreichendes Einkommen, zehn Jahre legaler Wohnsitz in Litauen mit Daueraufenthaltsberechtigung zum Zeitpunkt der Antragstellung sowie für Personen unter 65 ein Sprach- und Staatsbürgerkundetest. Außerdem dürfen keine Verurteilungen wegen schwerer Verbrechen erfolgt sein.
- im vereinfachten Verfahren (ohne Wohnsitzerfordernis und Prüfungen) durch Abgabe einer entsprechenden Erklärung: Personen mit litauischen Eltern oder Großeltern. Andere Staatsbürgerschaften müssen aufgegeben werden.
- durch Wiederherstellung (ohne Wohnsitzerfordernis und Prüfungen) für Personen (und Nachfahren), die vor dem 15. Juni 1940 litauische Bürger waren und das Land nachweisbar vor dem 11. März 1990 verlassen haben und nicht vor Inkrafttreten des Gesetzes von 2002 wieder eingebürgert wurden.[25] Andere Staatsbürgerschaften müssen nur aufgegeben werden, wenn die Gesetzgebung des abgebenden Landes dies verlangt.
- Vereinfachte Verdiensteinbürgerungen durch den Präsidenten sind möglich.

Über achtzig Prozent der Zuwanderer stammen in den 2010ern aus den ehemaligen Sowjetrepubliken, zuvorderst Ukraine und Belarus. Eurostat meldet für den Zeitraum 2007–2018 einen kontinuierlichen Rückgang der jährlichen Einbürgerungen von 307 auf 130.
Verlustgründe
- freiwillige Aufgabe
- Annahme einer fremden Staatsbürgerschaft (mit gewissen Ausnahmen)
- Nicht-Abgabe einer Optionserklärung vor dem 21. Geburtstag bei Doppelstaatlern ab Geburt (nur noch eingeschränkt seit 2016).
- Annahme einer ausländischen Beamtenstelle ohne litauische Erlaubnis.
- Widerruf einer Einbürgerung, die durch Falschangaben erschlichen wurde.
- [Seit Dezember 2023] Widerruf einer Einbürgerung, wenn Eingebürgerte ein „Risiko für die Sicherheit des Landes“ darstellen[27], was in den ersten Fällen sehr weitgehend interpretiert wurde.[28]

Die Wiederherstellung ist auf Antrag möglich, je nach Umständen ggf. erst nach fünf Jahren Wohnsitz im Inland.
Litauen ist 2013 dem Übereinkommen zur Verminderung der Staatenlosigkeit beigetreten.
Mehrstaatlichkeit
Die Frage der Doppelstaatlichkeit ist seit Jahren politisch heiß umkämpft. Zwei Gesetzesänderungen 2015/16 erlauben die doppelte Staatsbürgerschaft für die meisten denkbaren Fälle, in denen eine Person eine andere Staatsbürgerschaft automatisch erworben hat, z. B. als Kind ab Geburt oder Adoption; Heirat; Nachfahre von vor der Unabhängigkeit 1990 Deportierten; anerkannten Flüchtlingen. Die Verpflichtung nach Erreichen der Volljährigkeit bis zum 21. Geburtstag zu optieren entfiel. Im Ausland geborene Kinder litauischer Eltern (auch Mischehen) können beim Zentralregister (Civilinės metrikacijos įstaiga) als Litauer (ggf. mit Doppelstaatsbürgerschaft) eingetragen werden. Ein Gerichtsentscheid im November 2017 verbot die Doppelstaatsbürgerschaft für Nachfahren von vor 1940 Ausgereisten wieder. Eine Volksabstimmung am 12. Mai 2019, die den Kreis Anspruchsberechtigter erweitert hätte, scheiterte.
Seit 2011 dürfen auch Nachfahren litauischer Juden (Litvaks), die vor 1940 ausreisten, ihre zweite Staatsbürgerschaft behalten. Jedoch war es bis zur Änderung am 23. Juni 2016 notwendig, dass sie damalige politische Verfolgung nachwiesen, was praktisch kaum gelang.